# مارین لئوواتس
مارین لئوواتس (کرواتی: Marin Leovac؛ زادهٔ ۷ اوت ۱۹۸۸) بازیکن فوتبال اهل کرواسی است.
از باشگاه‌هایی که در آن بازی کرده‌است می‌توان به باشگاه فوتبال آستریا وین، باشگاه فوتبال پائوک، و باشگاه فوتبال رییکا اشاره کرد.
وی همچنین در تیم ملی فوتبال کرواسی بازی کرده‌است.